# Persone di nome Maria/Politici
| Questa pagina contiene informazioni ricavate automaticamente dalle voci biografiche con l'ausilio del template Bio e di un bot. L'aggiornamento è periodico e automatico e ricostruisce completamente la pagina. Se manca una persona in questa lista, sei pregato di non aggiungerla, ma accertati piuttosto che la sua voce biografica contenga il template Bio e che i dati anagrafici siano correttamente compilati. Se il template Bio manca, inseriscilo tu stesso o, in alternativa, metti l'avviso {{tmp\|Bio}} che ne segnala la mancanza. Se i dati riportati sono sbagliati, correggi direttamente la voce biografica; le modifiche saranno visibili in questa lista entro pochi giorni. Per chiarimenti vedi il progetto biografie. La lista contiene solo le 138 persone che sono citate nell'enciclopedia e per le quali è stato implementato correttamente il template Bio. Pagina aggiornata al 1 apr 2024. |

Questa è una lista di persone presenti nell'enciclopedia che hanno il prenome Maria e sono politici.

## A(9)
- Maria Chiara Acciarini, politica italiana (Torre Pellice, n. 1943)
- Maria Adelaide Aglietta, politica italiana (Torino, n. 1940 - Roma, † 2000)
- Maria Elisabetta Alberti Casellati, politica italiana (Rovigo, n. 1946)
- Maria Soave Alemanno, politica italiana (Nardò, n. 1972)
- Maria Amato, politica italiana (Chieti, n. 1958)
- Sesa Amici, politica italiana (Sezze, n. 1958)
- Maria Antezza, politica italiana (Matera, n. 1965)
- Maria Arena, politica belga (Mons, n. 1966)
- Maria Teresa Armosino, politica italiana (Torino, n. 1955)

## B(15)
- Maria Badaloni, politica italiana (Roma, n. 1903 - † 1994)
- Fabrizia Baduel Glorioso, politica e sindacalista italiana (Perugia, n. 1927 - Perugia, † 2017)
- Teresa Almeida Garrett, politica portoghese (Porto, n. 1953)
- Maria Teresa Baldini, politica e ex cestista italiana (Pietrasanta, n. 1961)
- Maria Luisa Baldoni, politica italiana (L'Aquila, n. 1929 - L'Aquila, † 2012)
- Maria Immacolata Barbarossa, politica italiana (Canosa di Puglia, n. 1938)
- Maria Teresa Bassa Poropat, politica italiana (Trieste, n. 1946)
- Maria Teresa Bellucci, politica italiana (Roma, n. 1972)
- Maria Bernetic, politica italiana (Trieste, n. 1902 - Trieste, † 1993)
- Maria Teresa Bertuzzi, politica italiana (Copparo, n. 1961)
- Maria Chieco Bianchi, politica italiana (Fasano, n. 1904 - Bari, † 1995)
- Cida Borghetti, politica e imprenditrice brasiliana (Caçador, n. 1965)
- Maria Elena Boschi, politica italiana (Montevarchi, n. 1981)
- Maria Gloria Bracci Marinai, politica italiana (Santa Croce sull'Arno, n. 1945)
- Maria Burani Procaccini, politica italiana (Roma, n. 1942)

## C(17)
- Maria Cantwell, politica statunitense (Indianapolis, n. 1958)
- Maria Cristina Cantù, politica italiana (Varese, n. 1964)
- Maria Teresa Capecchi, politica italiana (Pistoia, n. 1948)
- Maria Carazzi, politica italiana (Como, n. 1943)
- María Luisa Carcedo, politica spagnola (Santa Bárbara, n. 1953)
- Maria Cristina Caretta, politica italiana (Thiene, n. 1964)
- Mara Carfagna, politica, ex modella e showgirl italiana (Salerno, n. 1975)
- Maria Carrilho, politica portoghese (Beja, n. 1943 - Lisbona, † 2022)
- Maria Chiara Carrozza, politica e fisica italiana (Pisa, n. 1965)
- Maria Luís Albuquerque, politica portoghese (Braga, n. 1967)
- Maria Luisa Cassanmagnago Cerretti, politica italiana (Bergamo, n. 1929 - Milano, † 2008)
- Maria Domenica Castellone, politica e medico italiana (Villaricca, n. 1975)
- Maria Giuseppa Castiglione, politica italiana (San Vito Lo Capo, n. 1955)
- Maria Cocco, politica italiana (Nuraminis, n. 1947)
- Maria Paola Colombo Svevo, politica italiana (Rho, n. 1942 - Monza, † 2010)
- Maria Teresa Coppo Gavazzi, politica italiana (Milano, n. 1937)
- Maria Coscia, politica italiana (Altavilla Irpina, n. 1948 - Roma, † 2019)

## D(10)
- Maria Pia Dal Canton, politica italiana (Possagno, n. 1912 - Treviso, † 2002)
- Maria Damanakī, politica greca (Agios Nikolaos, n. 1952)
- Maria Grazia Daniele Galdi, politica italiana (Genova, n. 1940)
- Letizia De Torre, politica italiana (Cervignano del Friuli, n. 1954)
- Manuela Ferreira Leite, politica portoghese (Lisbona, n. 1940)
- Maria da Belém Roseira, politica portoghese (Sabrosa, n. 1949)
- Simona dalla Chiesa, politica italiana (Firenze, n. 1952)
- Maria das Neves, politica saotomense (n. 1958)
- Maria Teresa Cárcomo Lobo, politica e giurista portoghese (Malanje, n. 1929 - Rio de Janeiro, † 2018)
- Maria do Carmo Silveira, politica saotomense (n. 1960)

## E(1)
- Maria Aida Episcopo, politica italiana (Foggia, n. 1963)

## F(4)
- Maria Antonietta Farina Coscioni, politica italiana (Vetralla, n. 1969)
- Maria Federici, politica, antifascista e partigiana italiana (L'Aquila, n. 1899 - Roma, † 1984)
- Maria Fekter, politica austriaca (Attnang-Puchheim, n. 1956)
- María Teresa Fernández de la Vega, politica spagnola (Valencia, n. 1949)

## G(8)
- Maria Chiara Gadda, politica italiana (Tradate, n. 1980)
- Maria Luisa Galli, politica italiana (Inverigo, n. 1930 - Orta San Giulio, † 2019)
- Maria Alessandra Gallone, politica italiana (Bergamo, n. 1966)
- Maria Grazia Gatti, politica e sindacalista italiana (Isola del Liri, n. 1956)
- Maria Ida Germontani, politica italiana (Merate, n. 1945)
- Maria Goia, politica e sindacalista italiana (Cervia, n. 1878 - Cervia, † 1924)
- Maria Grapini, politica, ingegnere e imprenditrice rumena (Berești, n. 1954)
- Maria Tindara Gullo, politica italiana (Patti, n. 1964)

## I(4)
- Maria Iacono, politica italiana (Caltabellotta, n. 1962)
- Maria Fortuna Incostante, politica italiana (Napoli, n. 1952)
- Marilina Intrieri, politica e sindacalista italiana (Crotone, n. 1955)
- Maria Claudia Ioannucci, politica e avvocata italiana (L'Aquila, n. 1949)

## J(1)
- Jinkee Pacquiao, politica filippina (General Santos, n. 1979)

## K(1)
- Maria Komnīnaka, politica greca

## L(7)
- Maria Grazia Laganà, politica italiana (Locri, n. 1959)
- Maria Carmela Lanzetta, politica italiana (Mammola, n. 1955)
- Maria Leddi, politica italiana (San Sebastiano Curone, n. 1953)
- Maria Limardo, politica italiana (Cessaniti, n. 1960)
- Ferdinand von Lobkowitz, politico austro-ungarico (Berschkowitz, n. 1850 - Milano, † 1926)
- Maria Lohela, politica finlandese (Nivala, n. 1978)
- Maria Rita Lorenzetti, politica italiana (Foligno, n. 1953)

## M(13)
- Maria Giulia Cocco, politica e attivista italiana (Domusnovas, n. 1916 - † 2013)
- Maria Magnani Noya, politica italiana (Genova, n. 1931 - Torino, † 2011)
- Maria Rosaria Manieri, politica italiana (Nardò, n. 1943)
- Maria Laura Mantovani, politica italiana (Carpi, n. 1965)
- Maria Stefania Marino, politica italiana (Enna, n. 1969)
- Maria Eletta Martini, politica italiana (Lucca, n. 1922 - Lucca, † 2011)
- Maria Marzana, politica italiana (Ludwigshafen am Rhein, n. 1982)
- Maria Vittoria Mezza, politica italiana (Modena, n. 1926 - † 2005)
- Maria Miccolis, politica italiana (Castellana Grotte, n. 1925 - † 1998)
- Maria Domenica Michelotti, politica sammarinese (Bourg-Saint-Maurice, n. 1952)
- Maria Moioli Viganò, politica italiana (Cividate al Piano, n. 1947)
- Maria Fida Moro, politica italiana (Roma, n. 1946 - Roma, † 2024)
- Maria Mussini, politica italiana (Reggio Emilia, n. 1967)

## N(2)
- Maria Celeste Nardini, politica italiana (Bari, n. 1942 - Bari, † 2020)
- Maria Nicotra, politica italiana (Catania, n. 1913 - Padova, † 2007)

## O(1)
- Maria Ohisalo, politica finlandese (Helsinki, n. 1985)

## P(10)
- Maria Grazia Pagano, politica italiana (Napoli, n. 1945 - Roma, † 2022)
- Maria Pallini, politica italiana (Avellino, n. 1984)
- Maria Piera Pastore, politica italiana (Borgomanero, n. 1959)
- Maria Laura Paxia, politica italiana (Catania, n. 1973)
- Maria Lea Pedini, politica e diplomatica sammarinese (Città di San Marino, n. 1954)
- Maria Agostina Pellegatta, politica italiana (Cassano Magnago, n. 1938)
- Maria Cristina Perugia, politica italiana (Roma, n. 1952)
- Maria de Lourdes Pintasilgo, politica portoghese (Abrantes, n. 1930 - Lisbona, † 2004)
- Maria Gabriella Pinto, politica italiana (Carbonia, n. 1958)
- Maria Pucci, politica italiana (Catanzaro, n. 1919 - Perugia, † 1996)

## R(9)
- Maria Rizzotti, politica italiana (Firenze, n. 1953)
- Maria Mercè Roca i Perich, politica e scrittrice spagnola (Portbou, n. 1970)
- Maria Grazia Rocchi, politica italiana (Casciana Terme, n. 1955)
- Imee Marcos, politica, autrice televisiva e produttrice televisiva filippina (Mandaluyong, n. 1955)
- Maurizio Rorà di Lucerna, politico italiano (Torino, n. 1793 - Torino, † 1854)
- Maria Rita Rossa, politica italiana (Alessandria, n. 1966)
- Maria Maddalena Rossi, politica, antifascista e giornalista italiana (Codevilla, n. 1906 - Milano, † 1995)
- Maria Chiara Rosso, politica italiana (Busachi, n. 1941)
- Maria Rygier, politica italiana (Cracovia, n. 1885 - Roma, † 1953)

## S(15)
- Maria Luisa Sangiorgio, politica italiana (Milano, n. 1947)
- Maria Saponara, politica italiana (Parma, n. 1961)
- Maria Antonietta Sartori, politica italiana (Olevano Romano, n. 1947)
- Marietje Schaake, politica e giornalista olandese (Leida, n. 1978)
- Maretta Scoca, politica e avvocatessa italiana (Roma, n. 1938 - Roma, † 2018)
- Rossella Sessa, politica italiana (Salerno, n. 1973)
- Maria Grazia Sestero, politica italiana (Chiusa di San Michele, n. 1942)
- Maria Grazia Siliquini, politica e avvocato italiana (Torino, n. 1948)
- Marina Silva, politica, ambientalista e pedagogista brasiliana (Rio Branco, n. 1958)
- Miet Smet, politica belga (Sint-Niklaas, n. 1943)
- Maria Edera Spadoni, politica italiana (Montecchio Emilia, n. 1979)
- Maria Spena, politica italiana (Napoli, n. 1962)
- Maria Spilabotte, politica italiana (Frosinone, n. 1972)
- Maria Elena Stasi, politica e prefetta italiana (Collepasso, n. 1947)
- Leni Robredo, politica e avvocata filippina (Naga, n. 1964)

## T(5)
- Maria Taddei, politica italiana (Castelfranco di Sotto, n. 1946)
- Maria Flavia Timbro, politica italiana (Messina, n. 1980)
- Maria Virginia Tiraboschi, politica italiana (Ivrea, n. 1965)
- Maria Tripodi, politica italiana (Melito di Porto Salvo, n. 1982)
- Vilma Santos, politica, attrice e cantante filippina (Bamban, n. 1953)

## V(6)
- Maria Pia Valetto, politica italiana (Torino, n. 1964)
- Carolina Varchi, politica italiana (Palermo, n. 1983)
- Rita Verdonk, politica olandese (Utrecht, n. 1955)
- Valentina Vezzali, politica e ex schermitrice italiana (Jesi, n. 1974)
- Maria Vingiani, politica, scrittrice e attivista italiana (Castellammare di Stabia, n. 1921 - Mestre, † 2020)
- Mieke Vogels, politica belga (Anversa, n. 1954)